# W69
La W69 était une ogive atomique américaine embarquée à bord du SRAM.

## Description
La conception de la W69 s'appuyait sur celle de la famille B61.
Elle a été conçue au début des années 1970 et fabriquée jusqu'en 1975 a environ 1500 unités. Elle est restée en service jusqu'en 1991, les dernières unités ayant été retirés des réserves en 1994. Elles sont démantelés par le Y-12 National Security Complex entre 2012 et le 26 février 2016
La W69 avait un diamètre de 31 cm (15 pouces), une longueur de 76,2 (30 pouces) et pesait 124 kg (275 livres).
Elle avait une puissance explosive réglage avec deux options, tactique (7 ou 17 kt selon les sources) et stratégique (170 ou 210 kt) -.